# Nykvarn
Nykvarn ist ein Ort (tätort) in der schwedischen Provinz Stockholms län und der historischen Provinz Södermanland. Der Ort ist Hauptort der gleichnamigen Gemeinde.
Nykvarn liegt etwa sechs Kilometer westlich von Södertälje an der Europastraße 20. Die Svealandsbanan von (Stockholm–) Södertälje nach Eskilstuna (–Valskog) führt durch den Ort.

## Söhne und Töchter der Stadt
- Rebecka Liljeberg (* 1981), Schauspielerin
- Herman Schultz (1823–1890), Astronom